# Majomkosbor
A majomkosbor (Orchis simia) a kosborfélék családjába tartozó, száraz réteken, erdőkben honos európai növényfaj.

## Megjelenése
A majomkosbor 25–50 cm magas, lágyszárú, évelő növény. Kettő-hat fényeszöld tőlevele rozettát alkot. Hosszuk maximum 20 cm, alakjuk lándzsás-tojásdad. Kisebb szárlevelei a szárhoz simulnak.
Május-júniusban virágzik. Feltűnő virágzata hengeres, tömött fürt, amelyet 15-55 virág alkot. A virágok rózsaszínnel vagy halványlilával erezett fehér színűek, de előfordulnak teljesen fehér színváltozatok is. Az aszimmetrikus virág felső szirmai tetőt képeznek a mézajak fölött. A 15–20 mm hosszú mézajak két vékony, szálas szélső és egy nagy középső karéjra oszlik; az utóbbi a végén további két nagy és a kis középső cimpára hasad. A szélső nyúlványok jellemzően (de nem mindig) rózsaszínes lilák, a mézajak közepe pedig lilás pöttyökkel tarkított fehér. Végeredményben a mézajak egy rövid farkú, kis majomfigurára emlékeztet; erről kapta a faj a nevét.
A talajban két ikergumója található, amelybe a növénnyel szimbiózisban élő gombafonalak nőnek.  
Termése 12-14,5 mm hosszú és 3,6-4,5 mm széles toktermés, amelyben átlagosan 5200 (1400-10800) apró mag fejlődik.

## Elterjedése és életmódja
Európai elterjedésű faj, a Pireneusoktól a Krímig, Hollandiától Ciprusig egyaránt megtalálható. Elszigetelt populációi megtalálhatóak Észak-Afrikában, kelet felé pedig Iránban és Türkmenisztánban. Bár nagy területen elterjedt, viszonylag ritka és állományai szigetszerűek. Magyarországon a Mecsekben és a Villányi-hegységben ismertek nagyobb állományai, de szórványosan megtalálható még a Balaton-felvidéken és a Medves-fennsíkon is.

## Életmódja
A szubmediterrán lomberdők növénye, melegkedvelő, fényigényes, jól tűri a szárazságot. Pusztafüves lejtőkön, karsztbokorerdőkben, gyertyános-tölgyesekben lehet találkozni vele. A mérsékelten száraz, enyhén meszes, nitrogénben szegény talajt preferálja. Élőhelyein a talaj kémhatását pH 7,4-7,9 (átlagosan 7,7) közöttinek mérték.
A csírázás után 3-4 (ritkán 6) évvel jelenik meg először a felszínen és átlagosan a 6-7. évben kezd virágozni. Maximális élettartamát 25 évre teszik. Hajtásai a tél végén (éghajlattól függően december-március) jelennek meg. Április közepétől június elejéig virít, középnapja május 11. A virágok nem tartalmaznak nektárt, de külsőleg hasonlítanak más, nektártermelő virágokra, így a rovarok őket is látogatják. Bogarak (szőrös pattanóbogár), lepkék (dongószender), méhek, poszméhek végzik a beporzást. Megtermékenyülése rátája 28-43% közötti. Júliusra levelei elsárgulnak, majd elhalnak. A termések július-szeptemberben érnek be. A bábukosborral, vitézkosborral és a bíboros kosborral hibridizálódhat. 

## Természetvédelmi helyzete
A majomkosbor nagy területen elterjedt, bár viszonylag ritka faj, és élőhelye fragmentált. A Természetvédelmi Világszövetség Vörös listáján "nem fenyegetett" státusszal szerepel. Elsősorban élőhelyeinek mezőgazdasági művelésbe vétele vagy a kaszálás, legelés elmaradásával becserjésedése fenyegeti. Magyarországon eddig összesen 15 állományát mérték fel, amelyből 3 1990 után vált ismertté; lehetséges hogy terjedőben van. Teljes hazai egyedszáma néhány tízezresre becsült. 1982 óta védett, természetvédelmi értéke 50 000 Ft.

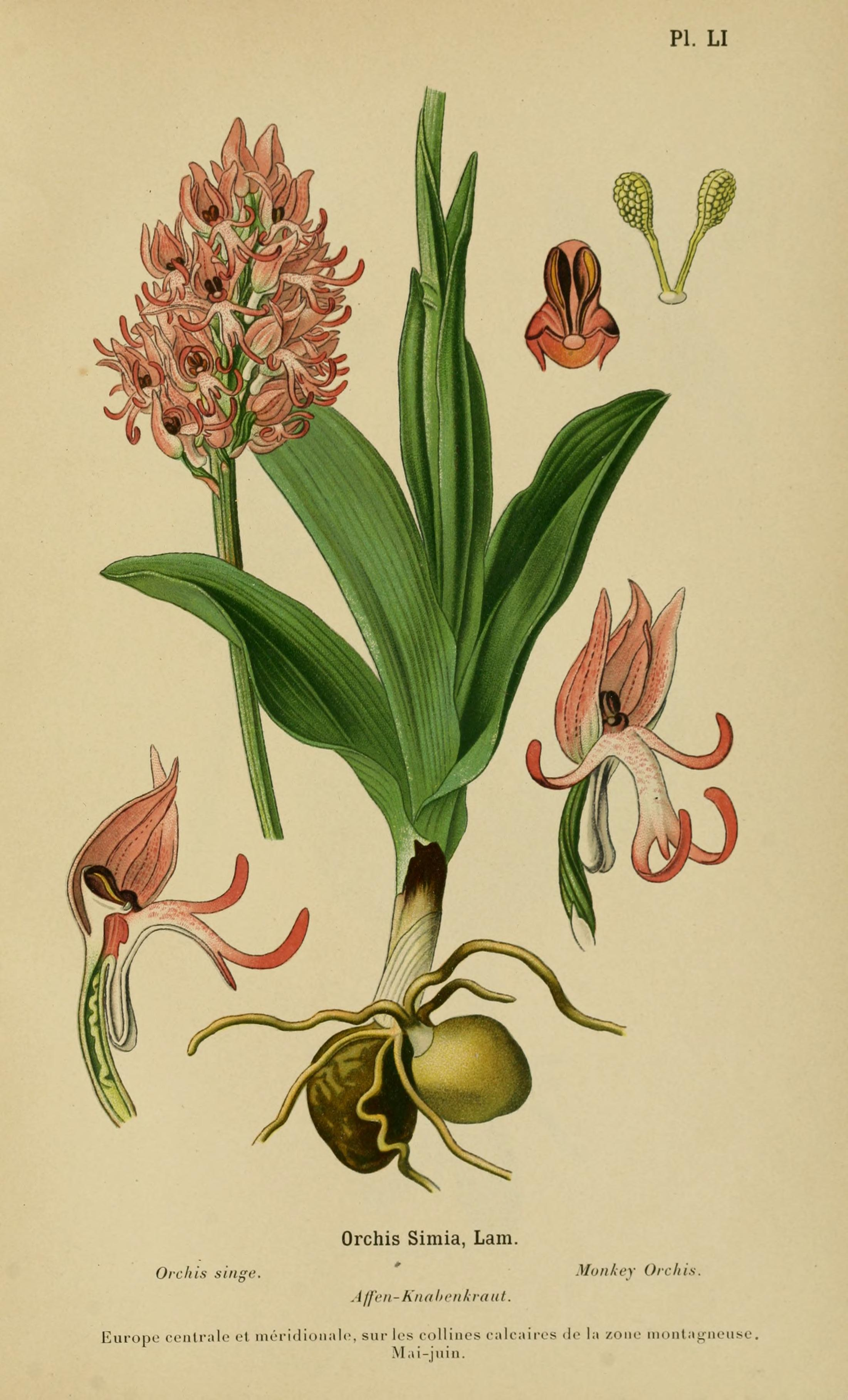
Majomkosbor egy 1899-es botanikakönyvben
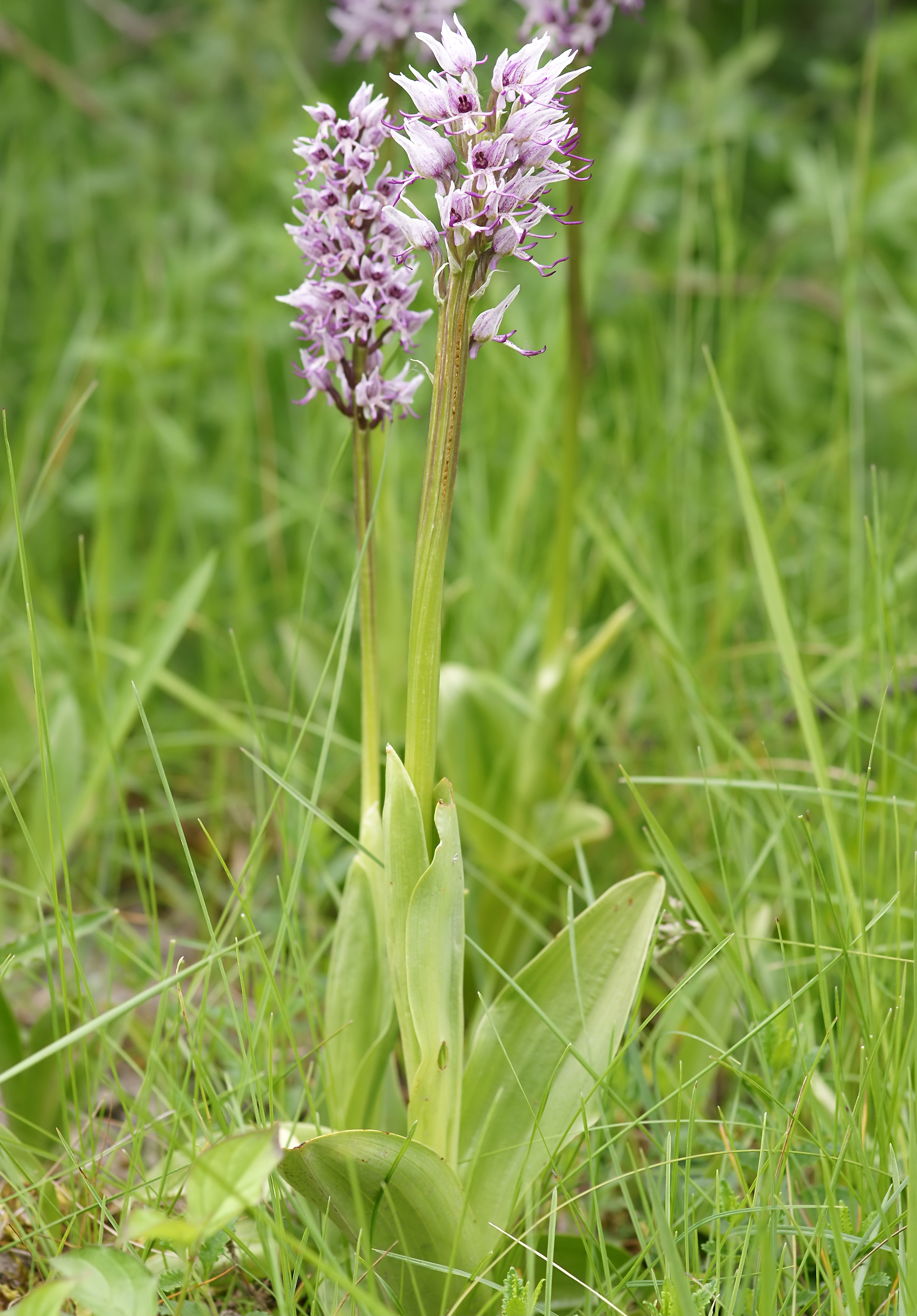
Habitusa
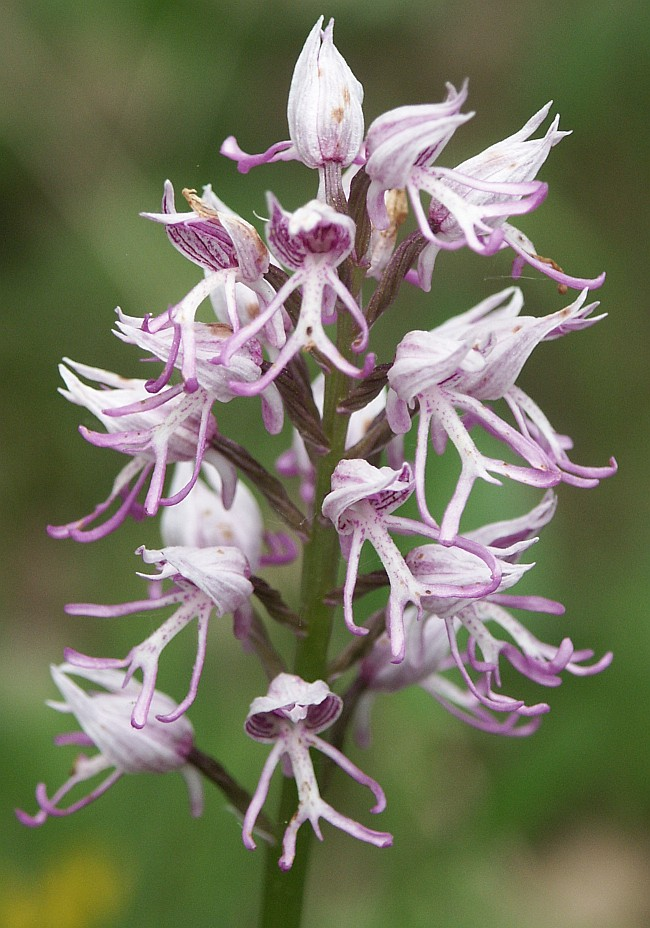
Virágai
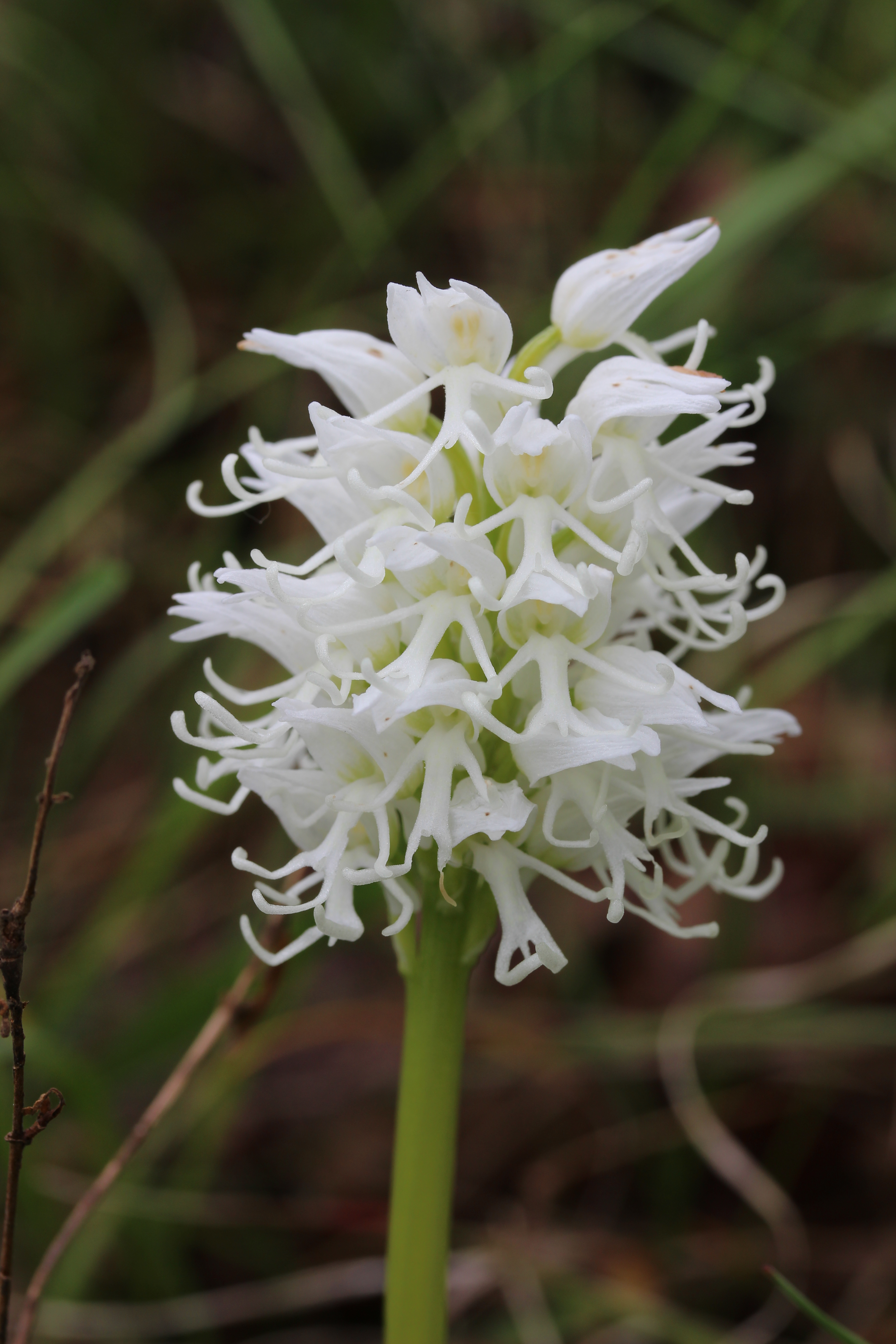
Fehér színváltozata